# Кубок европейских чемпионов по волейболу среди женщин 1974/1975
15-й розыгрыш Кубка европейских чемпионов по волейболу среди женщин проходил с 15 ноября 1974 по 9 марта 1975 года с участием 20 клубных команд стран-членов Европейской конфедерации волейбола (ЕКВ). Финальный этап был проведён в Катании (Италия). Победителем турнира в 10-й раз в своей истории и во 2-й раз подряд стала советская команда «Динамо» (Москва).

## Команды-участницы
| Страна       | Команда                       |                           |
| ------------ | ----------------------------- | ------------------------- |
| Австрия      | «Пост» (Вена)                 | Чемпион Австрии 1974      |
| Бельгия      | «Хермес» (Остенде)            | Чемпион Бельгии 1974      |
| Болгария     | «Левски-Спартак» (София)      | Чемпион Болгарии 1974     |
| Венгрия      | НИМ ШЕ (Будапешт)             | Чемпион Венгрии 1974      |
| ГДР          | «Динамо» (Берлин)             | Чемпион ГДР 1974          |
| Греция       | «Зириниос» (Кифисья)          | Чемпион Греции 1974       |
| Израиль      | «Хапоэль» (Ха-Оген)           | Чемпион Израиля 1974      |
| Италия       | «Вальданья» (Скандиччи)       | Чемпион Италии 1974       |
| Нидерланды   | «Ван Хутен» (Херлен)          | Чемпион Нидерландов 1974  |
| Польша       | «Пломень Миловице» (Сосновец) | Чемпион Польши 1974       |
| Португалия   | «Бенфика» (Лиссабон)          | Чемпион Португалии 1974   |
| Румыния      | «Рапид» (Бухарест)            | Чемпион Румынии 1974      |
| СССР         | «Динамо» (Москва)             | Чемпион СССР 1974         |
| Турция       | «Эджзаджибаши» (Стамбул)      | Чемпион Турции 1974       |
| ФРГ          | «УСК Мюнстер» (Мюнстер)       | Чемпион ФРГ 1974          |
| Чехословакия | «Руда Гвезда» (Прага)         | Чемпион Чехословакии 1974 |
| Швейцария    | «Уни» (Базель)                | Чемпион Швейцарии 1974    |
| Швеция       | «Вернаму» (Вернаму)           | Чемпион Швеции 1974       |
| Шотландия    | «Данфермлин» (Данфермлин)     | Чемпион Шотландии 1974    |
| Югославия    | «Риека» (Риека)               | Чемпион Югославии 1974    |

## Система проведения розыгрыша
В турнире принимали чемпионы 20 стран-членов ЕКВ. Соревнования состояли из 1/8 и 1/4 финалов плей-офф и финального этапа.
Финальный этап состоял из однокругового турнира с участием четырёх победителей четвертьфинальных пар.

## 1-й раунд
16—23.11.1974
 «Уни» (Базель) —  «Пост» (Вена)
16 ноября. 3:0 (15:4, 15:5, 15:5).
23 ноября. 3:1 (15:7, 13:15, 15:6, 15:2).
 «Риека» —  «Зириниос» (Кифисия)
 ?:?
 ?:?
 «Эджзаджибаши» (Стамбул) —  «Вернаму»
15 ноября. 3:0 (15:9, 15:5, 15:9).
23 ноября. 3:0 (16:14, 15:1, 15:11).
 «Хапоэль» (Ха-Оген) —  «Вальданья» (Скандиччи)
 ?:?
 ?:?
 «Бенфика» (Лиссабон) —  «Данфермлин»
 ?:?
 ?:?
От участия в 1-м раунде освобождены:
| «Хермес» (Остенде) «Левски-Спартак» (София) НИМ ШЕ (Будапешт) «Динамо» (Берлин) «Ван Хутен» (Херлен) | «Пломень Миловице» (Сосновец) «Рапид» (Бухарест) «Динамо» (Москва) «УСК Мюнстер» «Руда Гвезда» (Прага) |

## 1/8 финала
4—12.01.1975
 «Динамо» (Москва) свободно от игр
 «Пломень Миловице» (Сосновец) —  «УСК Мюнстер» 
4 января. 3:0.
11 января. 3:2.
 «Бенфика» (Лиссабон) —  НИМ ШЕ (Будапешт)
4 января. 0:3.
11 января. 0:3 (0:15, 3:15, 4:15).
 «Динамо» (Берлин) —  «Риека»
4 января. 3:0.
11 января. ?:?
 «Руда Гвезда» (Прага) —  «Эджзаджибаши» (Стамбул)
4 января. 3:0 (15:2, 15:0, 15:5).
11 января. 3:0 (15:5, 15:6, 15:2).
 «Ван Хутен» (Херлен) —  «Уни» (Базель)
5 января. 3:0 (15:7, 15:2, 15:4).
12 января. 3:1 (15:2, 10:15, 15:4, 15:11).
 «Хермес» (Остенде) —  «Левски-Спартак» (София)
11 января. 0:3 (5:15, 7:15, 6:15).
12 января. 0:3 (6:15, 11:15, 9:15).
 «Вальданья» (Скандиччи) —  «Рапид» (Бухарест)
 ?:?
 ?:?

## Четвертьфинал
8—17.02.1975
 «Ван Хутен» (Херлен) —  «Динамо» (Москва)
9 февраля. 1:3 (10:15, 15:11, 11:15, 2:15).
16 февраля. 0:3.
 НИМ ШЕ (Будапешт) —  «Вальданья» (Скандиччи)
8 февраля. 3:0.
15 февраля. 3:0 (отказ «Вальданьи»).
 «Пломень Миловице» (Сосновец) —  «Левски-Спартак» (София)
10 февраля. 3:2 (10:15, 3:15, 15:11, 15:6, 15:11).
17 февраля. 1:3 (2:15, 9:15, 15:13, 4:15).
 «Динамо» (Берлин) —  «Руда Гвезда» (Прага)
9 февраля. 3:1.
16 февраля. 3:0 (15:12, 15:10, 15:8).

## Финальный этап
7—9 марта 1975.  Катания.
Участники:
 «Динамо» (Москва)

 НИМ ШЕ (Будапешт)

 «Динамо» (Берлин)

 «Левски-Спартак» (София)
Команды-участницы провели однокруговой турнир, по результатам которого определена итоговая расстановка мест.

### Результаты
| М | Команда                  | 1   | 2   | 3   | 4   | И | В | П | С/П | О |
| - | ------------------------ | --- | --- | --- | --- | - | - | - | --- | - |
| 1 | «Динамо» (Москва)        |     | 3:0 | 3:0 | 3:0 | 3 | 3 | 0 | 9:0 | 6 |
| 2 | «Левски-Спартак» (София) | 0:3 |     | 3:1 | 3:2 | 3 | 2 | 1 | 6:6 | 5 |
| 3 | НИМ ШЕ (Будапешт)        | 0:3 | 1:3 |     | 3:2 | 3 | 1 | 2 | 4:8 | 4 |
| 4 | «Динамо» (Берлин)        | 0:3 | 2:3 | 2:3 |     | 3 | 0 | 3 | 4:9 | 3 |

7 марта
 «Динамо» Москва —  НИМ ШЕ
3:0 (15:13, 15:7, 15:6).
 «Левски-Спартак» —  «Динамо» Берлин
3:2 (15:7, 15:12, 11:15, 13:15, 15:10).
8 марта
 «Динамо» Москва —  «Динамо» Берлин
3:0 (15:10, 15:10, 15:13).
 «Левски-Спартак» —  НИМ ШЕ
3:1 (15:10, 8:15, 15:9, 15:3).
9 марта
 НИМ ШЕ —   «Динамо» Берлин
3:2 (8:15, 4:15, 15:4, 19:17, 17:15).
 «Динамо» Москва —  «Левски-Спартак»
3:0 (15:8, 15:4, 15:2)

### Итоги

#### Положение команд
| «Динамо» (Москва)        |
| «Левски-Спартак» (София) |
| НИМ ШЕ (Будапешт)        |
| 4. «Динамо» (Берлин)     |

#### Призёры
«Динамо» (Москва): Лариса Андронова, Лариса Берген, Л.Васько, Нина Мурадян, Людмила Олисова, Роза Салихова, Нина Смолеева, Татьяна Сорокина, Татьяна Третьякова, Ольга Тимошинина, Людмила Щетинина, Зоя Юсова. Тренер — Гиви Ахвледиани.
  «Левски-Спартак» (София).
  НИМ ШЕ (Будапешт): Луция Банхедь-Радо, Илона Бузек-Маклари, Каталин Хусар-Вебер, Каталин Штейнер-Папп, Эва Салаи-Шёбек, Юдит Герхардт-Кишш, Каталин Халас-Марчиш, Ирма Анкер, Дьёндь Барди, Маргит Пайер-Салаи. Тренер — Йенё Ковач.